# Ljubija (Prijedor)
Ljubija (szerbül: Љубија), ősi bányásztelepülés Bosznia-Hercegovinában, Bosanska krajina területén, Prijedor községben, a Szerb Köztársaságban. 

## Fekvése
Bosznia-Hercegovina északnyugati részén, Banja Lukától légvonalban 49, közúton 65 km-re nyugat-északnyugatra, községközpontjától légvonalban 9, közúton 11 km-re délnyugatra, a Ljubija-patak mentén és a környező dombvidéken, 200 – 360 méteres tengerszint feletti magasságban fekszik. Átalad rajta a Prijedorból Sanski Mostra menő főút.

## Népessége
| Nemzetiségi csoport | Népesség 1991 | Népesség 2013 |
| ------------------- | ------------- | ------------- |
| Szerb               | 465           | 875           |
| Bosnyák             | 2123          | 1010          |
| Horvát              | 675           | 145           |
| Jugoszláv           | 595           | 10            |
| Egyéb               | 87            | 110           |
| Összesen            | 3945          | 2150          |

## Története
Az itt talált régészeti leletek tanúsága szerint területén már az őskorban is éltek emberek. Határában, a Gradina nevű magaslaton egy kora vaskori erődített település maradványai találhatók. A római korban az itt elő emberek az itteni bányákban dolgoztak. Erre utal a négy római oltár, melyek a 2. század végéről és a 3. század elejéről származnak. Feltehetően a bányászok kultikus helye volt itt. Ugyancsak a bányásztelepüléshez tartozik az itt talált jelentős római császárkori éremlelet.
Ljubija katolikus plébániája valószínűleg már a középkorban is létezett. Egyes történészek azt feltételezik, hogy a mai Ljubija területén volt az az „in antiquo Foro”, melynek Mindenszentek templomát Ivan goricai főesperes már 1334-ben említi a zágrábi egyházmegye statutumában, de erre nincs konkrét bizonyítékunk. A középkori település végét valószínűleg a 16. századi oszmán hódítás jelentette, a bányászat azonban az oszmán korban is folytatódott. A plébániát 1672-ben említik, ekkor volt templom és plébániaház is a településen. 
A település 1878-ig tartozott az Oszmán Birodalomhoz, ekkor a berlini kongresszus határozata alapján az Osztrák-Magyar Monarchia része lett. 1879-ben az első osztrák-magyar népszámlálás során a Prijedori járáshoz, és Ljubija községhez tartozó Ljubija Latinskának 81 háztartása, 484 katolikus és 1 ortodox lakosa, Ljubija Pravoslavskának 23 háztartása és 96 ortodox szerb lakosa, Ljubija Turskának pedig 168 háztartása, 783 muszlim, 9 ortodox és 2 katolikus lakosa volt. 1910-ben Ljubija Katolička  településen 116 háztartást 667 katolikus horvát és 4 ortodox szerb lakost találtak. 1916 végén megkezdődtek a vasérc modern kitermelésének munkálatai. A monarchia szétesésével 1918-ben előbb a Szerb-Horvát-Szlovén Királyság, majd 1929-től a Jugoszláv Királyság része. 1921-ben Ljubija Katolička községnek 224 háztartása és 961 lakosa, Ljubija Muslimanska községnek 246 háztartása és 1237 lakosa volt. A településen 1922-ben, valamint 1929-től 1942-ig működött a Napredak Horvát Kulturális Egyesület helyi szervezete. 1939-ben a kitermelés már mintegy 500 000 tonna ércet tett ki. Jugoszlávia megszállása után a falu a Független Horvát Állam (NDH) része lett. 
1941 augusztus elseje véres nap volt a ljubijai szerbek számára. Azon a napon, kora reggel a ljubijai szerbek némi zűrzavart éreztek a muszlim bazárban. Reggel 7 óra körül egy szerbekkel teli teherautó haladt el a bánya mellett, és megállt az ortodox templom előtt. Az usztasák leszállították a szerbeket a teherautóról, és a helyszínen megölték őket. Ez volt a jel a szerbek letartóztatásának és meggyilkolásának megkezdésére. A Ljubijában letartóztatott néhány polgárt a bánya felé vitték, és annyira megverték, hogy sikoltozásukat messzire hallani lehetett. Egy erdőhöz hajtották őket, és ott lelőtték őket. A gyilkosság előtt meztelenre vetkőztették és kirabolták őket. Egész nap tartott a szerbek legyilkolása. Aznap délelőtt Suljo Hasanagić nagygyűlést tartott Ljubija muszlim részén, és felszólította „az NDH minden hűséges fiát és lányát (katolikusokat és muszlimokat), hogy akiknek nincs lőfegyvere, vasvillával, baltával és kapával fegyverkeznek fel és akadályozzák meg a szerbeket abban, hogy hozzájuk meneküljenek." A település ortodox részén pedig 1941 augusztusának első felében parancsot adtak ki, hogy a megmaradt szerbeket meg kell keresztelni. Emiatt szeptember 6-án kora reggel a gyászoló szerb asszonyok gyermekeikkel Šurkovac faluba indultak, ahol amint odaértek, a lelkész rendbe szedte őket, meggyóntatta, majd katolikus hitre térítette őket.
A ljubijai vasércbánya veszélybe kerülése volt az egyik ok 1942. július 3-án a német, a horvát és a csetnik haderők kozarai offenzívájának megindítására. Az offenzívát, amelyet Nyugat-Bosznia hadműveletnek is neveznek, Bosznia északnyugati részén, a Kozara-hegységben és környékén vívták meg, mely a jugoszláv partizán ellenállási mozgalom egyik fontos csatája volt a második világháborúban. A németek 15 ezer katonát, a Független Horvát Állam mintegy 21 ezer katonát, a csetnikek mintegy 2 ezer katonát vetettek be erre a célra. A partizánoknak mintegy 3000 harcosuk volt, melyhez a felszabadított területről 60 ezer civilből tartalékot toboroztak. Becslések szerint a csata során a partizánok körülbelül 1700 katonát, míg a tengelyhatalmak körülbelül 7000 katonát veszítettek. A csata alatt és után sok ezer kozarai szerb civilt küldtek az a jasenovaci usztasa koncentrációs táborba. A harcokat mintegy 900 partizán élte túl, akik megalapították az 5. Krajina dandárt. Ezzel egy időben a partizánok főerői Josip Broz Titoval az élen Kelet-Boszniából Nyugat-Boszniába meneteltek. A tengelyhatalmak támadóerőinek kivonulása után 1942 szeptemberében az elvesztett terület egy részét a partizánok visszaszerezték. A hadművelet során, többnyire koncentrációs táborokban, hozzávetőleg 25 000 szerb vesztette életét. 1942 novemberében ismét súlyos harcok folytak itt a megszállók és a partizán alakulatok között. A harcokban az 5. Krajina dandár jelentős veszteségeket szenvedett.
1945-től a település a szocialista Jugoszlávia része volt. Ljubija 1963-ig egyben a 29 lakott helyet magába foglaló azonos nevű település központja is volt, területét Prijedor és Sanski Most községek között osztották fel. A boszniai háború idején a település a Boszniai Szerb Köztársasághoz tartozott. A daytoni békeszerződést követő területfelosztásnál a település Prijedor község részeként a Szerb Köztársaság területéhez került.

## Gazdaság
„Ljubija” vasércbányák a.d. Prijedort azzal a céllal alapították, hogy Prijedor és Sanski Most települések területén érclelőhelyeket aknázzanak ki. Az érctermő terület körülbelül 1200 km² területet tesz ki. A ljubljanai metallogenetikai terület kutatása során mintegy 347 millió tonna vasérckészletet határoztak meg. Az ipari termelés 1916-ban indult meg, a 20. század közepén pedig a tömeges kitermelés bevezetésével és a vasérc-előállító üzemek építésével a vasérc termelésében jelentős előrelépést értek el.

## Oktatás
- Hasan Kikić Általános Iskola

- Mladen Stojanović Általános Iskola

- ŠUP Gazdasági Iskola

## Nevezetességei
- A Szent Leopold Mandić tiszteletére szentelt római katolikus plébániatemplom 1979-ben épült. A legutóbbi háború idején (1991-1995) a templomot szerb szélsőségesek felgyújtották és részben leégett, majd 1993-ban újjáépítették. A plébánia alapítása után vásárolt családi ház szolgált plébánialakásként, majd 1991-ben a templomhoz közelebb épült egy új plébániaház. A plébániához Dejanovića Brdo, Donja Ljubija, Gornja Ljubija, Raljaš és Žune települések tartoznak.

- A Szent Péter és Pál apostolok tiszteletére szentelt pravoszláv templomot 1938. október 16-án szentelték fel. Az eseményen részt vett Banja Luka akkori metropolitája, Vasilije Popović is. A templom belsejét az orosz Pimen Sofronov festette ki freskóival. Ezek a freskók, valamint az egész templom felbecsülhetetlen jelentőséggel bírnak az ortodox hívők számára. Ez volt a szerb település központja a második világháború kezdete előtti években, amely tulajdonképpen egy emléktemplom. II. Karađorđević Péter király és Várnava pátriárka emlékére épült, többnyire kemény munkával és Živko Danilović mártír-pap erőfeszítéseivel, aki az usztasa terror első áldozata volt. Danilovićot 1941. június 1-jén vitték el innen az usztasák. Magas rangú papként országgyűlési képviselő is volt. Čelinec közelében ölték meg. [14]

- Brdo – római kultikus hely és bánya. A Javorik bányakörzeten belül, a talajréteg eltávolítása során négy római oltárt találtak a Krisztus utáni 2. század végéről és a 3. század elejéről, amelyeket Terra Mater bányászistennőnek szenteltek. A feliratok megemlítik Septimius Severus és Caracalla római császárokat, valamint Verekund, Makrinus, Callimorphus és Heliodorus bányavezetőket. Valószínűleg az akkori bányászok kultikus helye volt itt.[4]

- Gradina – őskori erődített település maradványai az Gradina nevű domináns dombtetőn. A lelőhely egy felső, szűk platóból, egy alsó teraszból és egy délkelet-északnyugati kisebb teraszból áll. Erődítései a plató és teraszok szélén épített paliszádokból és védőárkokból álltak. Korát a korai vaskorra teszik.[4]

- A település területén száz darabból álló római császárkori pénzérme leletre bukkantak. A pénzérmék Gallineus, Claudius Gothicus és Aurelianus császárok érméi voltak.[4]

- A Donja Ljubija-i mecset. Ebben a gyülekezetben 1924-ben épült egy régi mecset faminarettel, 1960-ban pedig megkezdődött a régi mecset rekonstrukciója, a mellé épült minarettel. Ezt a mecsetet 1993. március 14-én, vasárnap a hajnali órákban mindenféle háborús cselekmény nélkül lerombolták az akkori szerb hatóságok. A Donja Ljubija-i muszlim gyülekezet imámját Hasan Bešlija efendit 1992 júliusában hurcolták el a szerb fegyveresek, azóta eltűnt. Az új mecset építése 2000 elején kezdődött, és 2006. július 15-én nyílt meg hivatalosan. A mecset (amelyben a mekteb és a mosdó is található) és az imám háza mellett a gyülekezetnek van egy gasulhanája és több temetője is.

- Ibrahim Basić-Šišo türbéje. A legendája szerint Ibrahim Basić-Šišo a szultántól kapta Miska Glava, Volar és Surkovac falvakat a bányászatban szerzett érdemeiért és az ezeken a vidékeken írt útleírásokért! Nagyon szerette a nőket, ezért az egyik legenda szerint féltékeny felesége két haramiának fizetett, hogy megöljék, amit meg is tettek! Amikor imádkozott és levágták a fejét, kikapott két botot a tűzből, ami még égett, a botok a földbe szorultak, majd később két tölgyfa hajtott ki belőlük. A tölgyek sokáig megvoltak, az 1970-es években vágták ki őket. Innen való a „Šišin tölgye” elenevezés. Sírját a korábbi években rendszeresen karbantartotta Jusuf aka Macan, majd az 1992/95-ös háború után a helyiek felállították. Ibrahim Basic-Sisáról van egy könyv a bécsi nemzeti könyvtárban, amit egy osztrák írt.[15]

## Fordítás
- Ez a szócikk részben vagy egészben  a(z)    Љубија (Приједор) című szerb Wikipédia-szócikk ezen változatának fordításán alapul.  Az eredeti cikk szerkesztőit annak laptörténete sorolja fel. Ez a jelzés csupán a megfogalmazás eredetét és a szerzői jogokat jelzi, nem szolgál a cikkben szereplő információk forrásmegjelöléseként.